# Giải vô địch các câu lạc bộ bóng chuyền nữ thế giới FIVB
Giải vô địch các câu lạc bộ bóng chuyền nữ thế giới FIVB là giải đấu quốc tế lớn nhất dành cho các câu lạc bộ bóng chuyền thuộc Liên đoàn bóng chuyền quốc tế (FIVB), cơ quan quản lý bóng chuyền toàn cầu. Giải đấu lần đầu tiên được tổ chức vào năm 1991 tại Brazil. Tuy nhiên, giai đoạn từ năm 1995 đến 2009 thì giải đấu đã không được tổ chức nhưng kể từ năm 2010 thì giải đấu đã được tổ chức hàng năm tại các quốc gia Qatar, Thụy Sĩ, Philippines và Nhật Bản và Trung Quốc.
Giải đấu diễn ra trong vòng một tuần với sự hiện diện của 8 đội bóng chuyền đại diện cho các khu vực năm đó gồm: đội vô địch Giải vô địch bóng chuyền các câu lạc bộ AVC (đại diện châu Á), Giải vô địch bóng chuyền nữ các câu lạc bộ châu Phi (đại diện châu Phi), Giải vô địch bóng chuyền nữ các câu lạc bộ Nam Mỹ (đại diện Nam Mỹ), Giải vô địch bóng chuyền nữ CEV (đại diện châu Âu), một đại diện của chủ nhà và cuối cùng là một đội đề cử của khu vực Bắc, Trung Mỹ và Caribe. Số lượng các đội tăng lên tùy thuộc vào số lượng đội khách mời từ các khu vực khác.
Đương kim vô địch hiện tại của giải đấu là VakıfBank SK của Thổ Nhĩ Kỳ khi họ đánh bại Minas Tênis Clube với tỉ số 3-0 ở trận chung kết năm 2018 để giành danh hiệu thứ ba trong lịch sử. VakıfBank SK cũng là câu lạc bộ thành công nhất cho đến nay, và tổng cộng các câu lạc bộ tới từ Thổ Nhĩ Kỳ đã giành tới 6 danh hiệu vô địch (Eczacıbaşı VitrA vô địch 2 lần và Fenerbahçe vô địch 1 lần).

## Tóm tắt kết quả
| Năm           | Địa điểm   |                         | Chung kết               | Chung kết          | Chung kết               |       | Tranh hạng ba           | Tranh hạng ba | Tranh hạng ba     |  | Đội |
| Năm           | Địa điểm   | Vô địch                 | Tỉ số                   | Á quân             | Hạng ba                 | Tỉ số | Hạng tư                 |               |                   |  | Đội |
| ------------- | ---------- | ----------------------- | ----------------------- | ------------------ | ----------------------- | ----- | ----------------------- | ------------- | ----------------- |  | --- |
| 1991 Chi tiết | São Paulo  | Sadia São Paulo         | 3–0                     | São Caetano        | Mladost Zagreb          | 3–1   | Modena                  | 8             |                   |  |     |
| 1992 Chi tiết | Jesi       | Teodora Ravenna         | 3–0                     | Minas Tênis Clube  | Uralochka Yekaterinburg | 3–2   | Brogliaccio Ancona      | 8             |                   |  |     |
| 1994 Chi tiết | São Paulo  | Leite Moça Sorocaba     | 3–0                     | Matera             | Osasco                  | 3–1   | Uralochka Yekaterinburg | 6             |                   |  |     |
| 2010 Chi tiết | Doha       | Fenerbahçe              | 3–0                     | Osasco             | Bergamo                 | 3–1   | Mirador                 | 6             |                   |  |     |
| 2011 Chi tiết | Doha       | Rabita Baku             | 3–0                     | VakıfBank İstanbul | Osasco                  | 3–0   | Mirador                 | 6             |                   |  |     |
| 2012 Chi tiết | Doha       | Osasco                  | 3–0                     | Rabita Baku        | Fenerbahçe              | 3–0   | Lancheras de Cataño     | 6             |                   |  |     |
| 2013 Chi tiết | Zürich     | VakıfBank İstanbul      | 3–0                     | Rio de Janeiro     | Quảng Đông Đông Đại     | 3–1   | Voléro Zürich           | 6             |                   |  |     |
| 2014 Chi tiết | Zürich     | Dinamo Kazan            | 3–0                     | Osasco             | SESI São Paulo          | 3–2   | Voléro Zürich           | 6             |                   |  |     |
| 2015 Chi tiết | Zürich     | Eczacıbaşı VitrA        | 3–1                     | Dinamo Krasnodar   | Voléro Zürich           | 3–0   | Rio de Janeiro          | 6             |                   |  |     |
| 2016 Chi tiết | Pasay      | Eczacıbaşı VitrA        | 3–2                     | Casalmaggiore      | VakıfBank İstanbul      | 3–1   | Voléro Zürich           | 8             |                   |  |     |
| 2017 Chi tiết | Kobe       | VakıfBank İstanbul      | 3–0                     | Rio de Janeiro     | Voléro Zürich           | 3–2   | Eczacıbaşı VitrA        | 8             |                   |  |     |
| 2018 Chi tiết | Thiệu Hưng | VakıfBank İstanbul      | 3–0                     | Minas Tênis Clube  | Eczacıbaşı VitrA        | 3–0   | Praia Clube             | 8             |                   |  |     |
| 2019 Chi tiết | Thiệu Hưng | Imoco Volley Conegliano | 3–1                     | Eczacıbaşı VitrA   | VakıfBank İstanbul      | 3–0   | Igor Gorgonzola Novara  | 8             |                   |  |     |
| 2021          | Ankara     |                         | VakıfBank İstanbul      | 3–2                | Imoco Volley Conegliano |       | Fenerbahçe              | 3–0           | Minas Tênis Clube |  | 6   |
| 2022          | Antalya    |                         | Imoco Volley Conegliano | 3–1                | VakıfBank İstanbul      |       | Eczacıbaşı Dynavit      |               | Gerdau Minas      |  | 6   |
| 2023          | Trường Sa  |                         |                         |                    |                         |       |                         |               |                   |  | 6   |

### Theo khu vực
| Liên đoàn                 | Vô địch | Hạng hai | Hạng ba | Fourth |
| ------------------------- | ------- | -------- | ------- | ------ |
| Châu Âu (CEV)             | 12      | 8        | 11      | 8      |
| Nam Mỹ (CSV)              | 3       | 7        | 3       | 4      |
| Châu Á (AVC)              | —       | —        | 1       | —      |
| Bắc và Trung Mỹ (NORCECA) | —       | —        | —       | 3      |
| Châu Phi (CAVB)           | —       | —        | —       | —      |
| Tổng                      | 15      | 15       | 15      | 15     |

Bảng thống kê cho đến năm 2022

## Danh hiệu

### Theo câu lạc bộ
| Hạng                | Đoàn                    | Vàng | Bạc | Đồng | Tổng số |
| ------------------- | ----------------------- | ---- | --- | ---- | ------- |
| 1                   | VakıfBank İstanbul      | 4    | 2   | 2    | 8       |
| 2                   | Eczacıbaşı VitrA        | 2    | 1   | 2    | 5       |
| 3                   | Imoco Volley Conegliano | 2    | 1   | 0    | 3       |
| 4                   | Osasco                  | 1    | 2   | 2    | 5       |
| 5                   | Rabita Baku             | 1    | 1   | 0    | 2       |
| 6                   | Fenerbahçe              | 1    | 0   | 2    | 3       |
| 7                   | Leite Moça Sorocaba     | 1    | 0   | 0    | 1       |
| 7                   | Sadia São Paulo         | 1    | 0   | 0    | 1       |
| 7                   | Dinamo Kazan            | 1    | 0   | 0    | 1       |
| 7                   | Teodora Ravenna         | 1    | 0   | 0    | 1       |
| 11                  | Rio de Janeiro          | 0    | 2   | 0    | 2       |
| 11                  | Minas Tênis Clube       | 0    | 2   | 0    | 2       |
| 13                  | São Caetano             | 0    | 1   | 0    | 1       |
| 13                  | Dinamo Krasnodar        | 0    | 1   | 0    | 1       |
| 13                  | Casalmaggiore           | 0    | 1   | 0    | 1       |
| 13                  | Matera                  | 0    | 1   | 0    | 1       |
| 17                  | Voléro Zürich           | 0    | 0   | 2    | 2       |
| 18                  | SESI São Paulo          | 0    | 0   | 1    | 1       |
| 18                  | Uralochka Yekaterinburg | 0    | 0   | 1    | 1       |
| 18                  | Mladost Zagreb          | 0    | 0   | 1    | 1       |
| 18                  | Quảng Đông Hằng Đại     | 0    | 0   | 1    | 1       |
| 18                  | Bergamo                 | 0    | 0   | 1    | 1       |
| Tổng số (22 đơn vị) | Tổng số (22 đơn vị)     | 15   | 15  | 15   | 45      |

### Theo quốc gia
| Hạng               | Đoàn               | Vàng | Bạc | Đồng | Tổng số |
| ------------------ | ------------------ | ---- | --- | ---- | ------- |
| 1                  | Thổ Nhĩ Kỳ         | 7    | 3   | 6    | 16      |
| 2                  | Brasil             | 3    | 7   | 3    | 13      |
| 3                  | Ý                  | 3    | 3   | 1    | 7       |
| 4                  | Nga                | 1    | 1   | 1    | 3       |
| 5                  | Azerbaijan         | 1    | 1   | 0    | 2       |
| 6                  | Thụy Sĩ            | 0    | 0   | 2    | 2       |
| 7                  | Serbia             | 0    | 0   | 1    | 1       |
| 7                  | Trung Quốc         | 0    | 0   | 1    | 1       |
| Tổng số (8 đơn vị) | Tổng số (8 đơn vị) | 15   | 15  | 15   | 45      |

### Thành tích theo quốc gia
| Quốc gia           | 1991 | 1992 | 1994 | 2010                   | 2011                   | 2012                   | 2013                   | 2014                   | 2015                   | 2016                   | 2017                   | 2018                   | 2019                   | 2021                   | 2022                   | 2023                   | Số lần |
| ------------------ | ---- | ---- | ---- | ---------------------- | ---------------------- | ---------------------- | ---------------------- | ---------------------- | ---------------------- | ---------------------- | ---------------------- | ---------------------- | ---------------------- | ---------------------- | ---------------------- | ---------------------- | ------ |
| Algeria            |      |      |      |                        |                        |                        |                        | 6th                    |                        |                        |                        |                        |                        |                        |                        |                        | 1      |
| Azerbaijan         |      |      |      |                        | 1st                    | 2nd                    |                        |                        |                        |                        |                        |                        |                        |                        |                        |                        | 2      |
| Brazil             | 1st  | 2nd  | 1st  | 2nd                    | 3rd                    | 1st                    | 2nd                    | 2nd                    | 4th                    | 5th                    | 2nd                    | 2nd                    | 5th                    | 4th                    | 4th                    | Q                      | 26     |
| Brazil             | 2nd  | 5th  | 3rd  | 2nd                    | 3rd                    | 1st                    | 2nd                    | 3rd                    | 4th                    | 5th                    | 6th                    | 4th                    | 6th                    | 5th                    | 5th                    | Q                      | 26     |
| Trung Quốc         |      |      |      |                        |                        | 6th                    | 3rd                    |                        |                        |                        |                        | 7th                    | 7th                    |                        |                        | Q                      | 6      |
| Trung Quốc         | 8th  |      |      |                        |                        | 6th                    | 3rd                    |                        |                        |                        |                        | 7th                    |                        |                        |                        | Q                      | 6      |
| Cuba               |      |      | 5th  |                        |                        |                        |                        |                        |                        |                        |                        |                        |                        |                        |                        |                        | 1      |
| Cộng hòa Dominican |      |      |      | 4th                    | 4th                    |                        |                        |                        | 6th                    |                        |                        |                        |                        |                        |                        |                        | 3      |
| Pháp               |      |      |      |                        |                        |                        |                        |                        |                        |                        |                        | 6th                    |                        |                        |                        |                        | 1      |
| Italy              | 4th  | 1st  | 2nd  | 3rd                    |                        |                        |                        |                        |                        | 2nd                    |                        |                        | 1st                    | 2nd                    | 1st                    |                        | 12     |
| Italy              | 6th  | 4th  | 6th  | 3rd                    | 4th                    |                        |                        |                        |                        | 2nd                    |                        |                        |                        | 2nd                    | 1st                    |                        | 12     |
| Nhật Bản           | 5th  | 6th  |      |                        |                        |                        |                        | 5th                    | 5th                    | 6th                    | 7th                    |                        |                        |                        |                        |                        | 7      |
| Nhật Bản           | 5th  | 6th  | 8th  |                        |                        |                        |                        | 5th                    | 5th                    | 6th                    |                        |                        |                        |                        |                        |                        | 7      |
| Kazakhstan         |      |      |      |                        |                        |                        |                        |                        |                        |                        |                        | 5th                    |                        | 6th                    | 6th                    |                        | 3      |
| Kenya              | 8th  | 8th  |      | 6th                    | 6th                    | 5th                    | 6th                    |                        |                        |                        |                        |                        |                        |                        |                        |                        | 6      |
| Puerto Rico        |      |      |      |                        |                        | 4th                    |                        |                        |                        |                        |                        |                        |                        |                        |                        |                        | 1      |
| Nga                |      | 3rd  | 4th  |                        |                        |                        |                        | 1st                    | 2nd                    |                        | 5th                    |                        |                        |                        |                        |                        | 5      |
| Thụy Sĩ            |      |      |      |                        |                        |                        | 4th                    | 4th                    | 3rd                    | 4th                    | 3rd                    |                        |                        |                        |                        |                        | 5      |
| Thái Lan           |      |      |      | 5th                    | 5th                    |                        |                        |                        |                        | 7th                    |                        | 8th                    |                        |                        |                        |                        | 4      |
| Philippines        |      |      |      |                        |                        |                        |                        |                        |                        | 8th                    |                        |                        |                        |                        |                        |                        | 1      |
| Thổ Nhĩ Kỳ         |      |      |      | 1st                    | 2nd                    | 3rd                    | 1st                    |                        | 1st                    | 1st                    | 1st                    | 1st                    | 2nd                    | 1st                    | 2nd                    | Q                      | 19     |
| Thổ Nhĩ Kỳ         | 3rd  | 4th  | 3rd  | 1st                    | 2nd                    | 3rd                    | 1st                    | 3rd                    | 1st                    | 3rd                    | 3rd                    | Q                      |                        |                        |                        |                        | 19     |
| Hoa Kỳ             | 7th  | 7th  |      |                        |                        |                        | 5th                    |                        |                        |                        |                        |                        |                        |                        |                        |                        | 3      |
| Việt Nam           |      |      |      |                        |                        |                        |                        |                        |                        |                        |                        |                        |                        |                        |                        | Q                      | 1      |
| Nam Tư             | 3rd  |      |      | Quốc gia không tồn tại | Quốc gia không tồn tại | Quốc gia không tồn tại | Quốc gia không tồn tại | Quốc gia không tồn tại | Quốc gia không tồn tại | Quốc gia không tồn tại | Quốc gia không tồn tại | Quốc gia không tồn tại | Quốc gia không tồn tại | Quốc gia không tồn tại | Quốc gia không tồn tại | Quốc gia không tồn tại | 1      |
| Tổng               | 8    | 8    | 6    | 6                      | 6                      | 6                      | 6                      | 6                      | 6                      | 8                      | 8                      | 8                      | 8                      | 6                      | 6                      | 6                      |        |